# 特拉華縣 (俄亥俄州)
特拉華縣（英語：Delaware County）是美国俄亥俄州中部的一個縣，面積1,181平方公里。根據2020年美國人口普查，共有人口21萬4,124人。縣治特拉華。該縣成立於1808年，縣名來自特拉華人。